# Tappen
Tappen és una població dels Estats Units a l'estat de Dakota del Nord. Segons el cens del 2000 tenia 210 habitants.

## Demografia
Segons el cens del 2000, Tappen tenia 210 habitants, 88 habitatges, i 54 famílies. La densitat de població era de 64,9 hab./km².
Dels 88 habitatges en un 29,5% hi vivien nens de menys de 18 anys, en un 52,3% hi vivien parelles casades, en un 6,8% dones solteres, i en un 38,6% no eren unitats familiars. En el 35,2% dels habitatges hi vivien persones soles el 13,6% de les quals corresponia a persones de 65 anys o més que vivien soles. El nombre mitjà de persones vivint en cada habitatge era de 2,39 i el nombre mitjà de persones que vivien en cada família era de 3,15.
Per edats la població es repartia de la següent manera: un 29,5% tenia menys de 18 anys, un 6,2% entre 18 i 24, un 24,8% entre 25 i 44, un 23,8% de 45 a 60 i un 15,7% 65 anys o més.
L'edat mediana era de 38 anys. Per cada 100 dones de 18 o més anys hi havia 114,5 homes.
La renda mediana per habitatge era de 31.625 $ i la renda mediana per família de 34.444 $. Els homes tenien una renda mediana de 30.250 $ mentre que les dones 15.000 $. La renda per capita de la població era de 14.453 $. Entorn del 5,2% de les famílies i el 10,1% de la població estaven per davall del llindar de pobresa.

## Poblacions més properes
El següent diagrama mostra les poblacions més properes.